# فرنسيسكو أندرادي
فرنسيسكو أندرادي (بالبرتغالية: Francisco Andrade‏) هو متسابق يخت برتغالي، ولد في 6 يوليو 1980.

## وصلات خارجية
- فرنسيسكو أندرادي على موقع اللجنة الأولمبية الدولية (الإنجليزية)
- فرنسيسكو أندرادي على موقع أوليمبيديا (الإنجليزية)